# Hindsjö, Halland
Hindsjö är en sjö i Varbergs kommun i Halland och ingår i Viskans huvudavrinningsområde.